# Chabu (socken i Kina)
Chabu (kinesiska: 查布, 查布苏木) är en socken i Kina. Den ligger i den autonoma regionen Inre Mongoliet, i den norra delen av landet, omkring 420 kilometer sydväst om regionhuvudstaden Hohhot.
Genomsnittlig årsnederbörd är 355 millimeter. Den regnigaste månaden är juli, med i genomsnitt 85 mm nederbörd, och den torraste är december, med 1 mm nederbörd.